# Jugadores de oro de la UEFA
Los Jugadores de oro de la UEFA son un galardón que otorgó la Unión de Asociaciones Europeas de Fútbol (UEFA) en el marco de la celebración de su 50 aniversario en 2004. Cada federación que conforma la UEFA eligió a su mejor jugador nacional del periodo 1954–2003 y los resultados fueron enviados a la UEFA.

## Ganadores
Los 52 jugadores elegidos como los mejores de cada nación son conocidos como los «jugadores de oro». La lista de jugadores fue lanzada en noviembre de 2003 y fueron reconocidos en la sede de la UEFA en Nyon.
| - Albania – Panajot Pano - Alemania – Fritz Walter - Andorra – Koldo - Armenia – Jorén Oganesián - Austria – Herbert Prohaska - Azerbaiyán – Anatoli Banishevski - Bielorrusia – Serguéi Aléinikov - Bélgica – Paul van Himst - Bosnia y Herzegovina – Safet Sušić - Bulgaria – Hristo Stoichkov - República Checa – Josef Masopust - Chipre – Sotiris Kaiafas - Croacia – Davor Šuker - Dinamarca – Michael Laudrup - Eslovaquia – Ján Popluhár - Eslovenia – Branko Oblak - España – Alfredo Di Stéfano - Estonia – Mart Poom | - Islas Feroe – Abraham Løkin - Finlandia – Jari Litmanen - Francia – Just Fontaine - Gales – John Charles - Georgia – Murtaz Jurtsilava - Grecia – Vasilis Hatzipanagis - Hungría – Ferenc Puskás - Inglaterra – Bobby Moore - Islandia – Ásgeir Sigurvinsson - República de Irlanda – Johnny Giles - Irlanda del Norte – George Best - Israel – Mordechai Spiegler - Italia – Dino Zoff - Kazajistán – Sergey Kvochkin - Letonia – Aleksandrs Starkovs - Liechtenstein – Rainer Hasler - Lituania – Arminas Narbekovas - Luxemburgo – Louis Pilot | - Macedonia del Norte – Darko Pančev - Malta – Carmel Busuttil - Moldavia – Pavel Cebanu - Noruega – Rune Bratseth - Países Bajos – Johan Cruyff - Polonia – Włodzimierz Lubański - Portugal – Eusébio - Rumania – Gheorghe Hagi - Rusia – Lev Yashin - San Marino – Massimo Bonini - Escocia – Denis Law - Serbia y Montenegro – Dragan Džajić - Suecia – Henrik Larsson - Suiza – Stéphane Chapuisat - Turquía – Hakan Şükür - Ucrania – Oleh Blokhin |